# کلیپول، شهرستان لوگان، ویرجینیای غربی
کلیپول (به انگلیسی: Claypool) یک منطقهٔ مسکونی در ایالات متحده آمریکا است که در شهرستان لوگان، ویرجینیای غربی واقع شده‌است. کلیپول ۲۵۶ متر بالاتر از سطح دریا واقع شده‌است.